# Onthophagus zapotecus
Onthophagus zapotecus là một loài bọ cánh cứng trong họ Bọ hung (Scarabaeidae).